# ام‌تی-انرژی
ام‌تی-انرژی (انگلیسی: MT-Energie) شرکت مهندسی آلمانی است، که در سال ۱۹۹۵ تأسیس شد.